# Chlorita maritima
Chlorita maritima är en insektsart som först beskrevs av Ribaut 1933.  Chlorita maritima ingår i släktet Chlorita och familjen dvärgstritar. Inga underarter finns listade i Catalogue of Life.